# Wanderléa

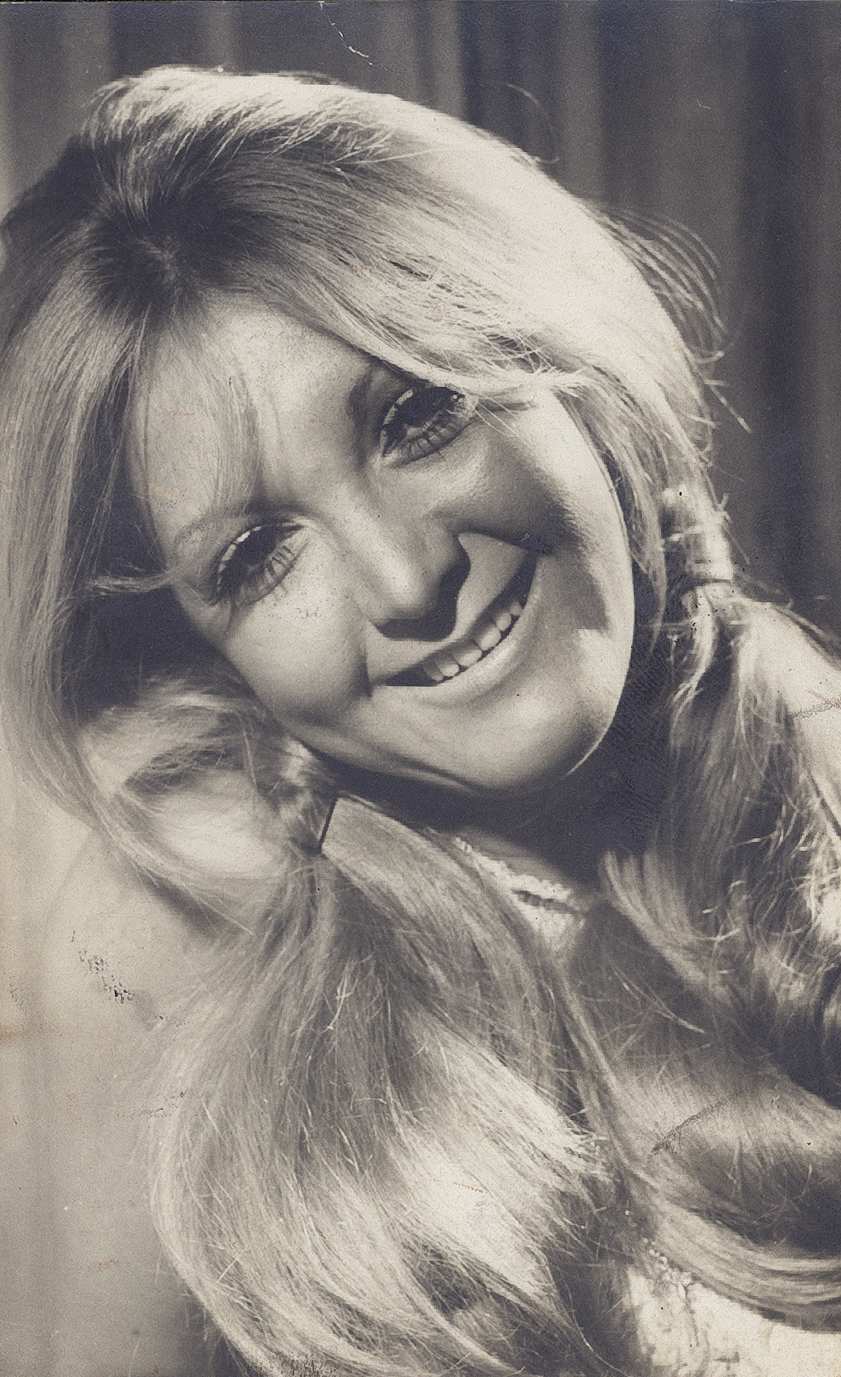
1965

Wanderléa (Governador Valadares, 1946. június  5. –) brazil énekesnő. Ő volt a Jovem Guarda tévéműsor házigazdája. 1981 óta Lalo Correia felesége.

## Pályakép
Wanderléa 1946. június 5-én született Governador Valadaresben, Minas Gerais államban, Brazíliában. Születése után a család Lavras városába, 1955-ben Rio de Janeiro Ilha do Governador negyedébe költözött.
Az 1950-es évek végén vált ismertté, amikor rádióban énekelt. Az 1960-as évek elején készítette első rock and roll felvételeit.
1965-ben meghívták, hogy Roberto Carlos és Erasmo Carlos énekesekkel együtt csináljon meg egy televíziós show-t. Ez Brazília első zenei ifjúsági mozgalma lett a The Beatles hatása alatt.
Tízéves volt, amikor a nővére meghalt egy eltévedt golyótól.
Karrierje elején, tizenhat évesen randevúzni kezdett Zé Renatoval, Chacrinha fiával. Hét együtt töltött év után Zé balesetet szenvedett és lebénult. Wanderléa kapcsolat válságba került. Tiszteletben tartva Zé Renato döntését elvált vőlegényétől.
Találkozott Lalo Correia-val. Hamarosan összeházasodtak. 1982-ben megszületett a pár első gyermeke, Leonardo, aki 1984-ben, kétévesen vízbe fulladt. Még két lányuk született, Yasmin és Jadde.
Wanderléa más veszteségeket is átélt, így apja halálát is, ami nagyon megrendítette. 1996-ban, röviddel apja halála után testvére meghalt AIDS-ben. Szerinte ez okozta a méhrákot, ami miatt méheltávolításra volt szükség, hosszú idő után sikerült visszanyernie egészségét.
Wanderléa az 1960-as évektől Brazíliában az ország első számú popsztárja volt.

## Studióalbumok
1963: Wanderléa (CBS)

1964: Quero Você (CBS)

1965: É Tempo de Amor (CBS)

1966: A Ternura de Wanderléa (CBS)

1967: Wanderléa (CBS)

1968: Pra Ganhar Meu Coração (CBS)

1972: Maravilhosa (Polydor)

1975: Feito Gente (Polydor)

1977: Vamos Que eu Já Vou (EMI)

1978: Mais que Paixão (EMI)

1980: Wanderléa (CBS)

1981: Ser Estranho (CBS)

1982: Wanderléa (CBS)

1985: Menino Bonito (Som Livre)

1989: Wanderléa (3M)

1992: Te Amo (Som Livre)

1996: O Novo de Novo: Ao Vivo (Paradoxx)

2003: O Amor Sobreviverá (BMG)

2008: Nova Estação (Lua Music)

2016: Vida de Artista

## Filmek
- 1968: Juventude e Ternura
- 1969: Agnaldo, Perigo a Vista
- 1969: Roberto Carlos e o Diamante Cor−de−rosa
- 1971: Roberto carlos a 300 Km Por Hora
- 2008: Nova Estação (DVD)
- 2015: Jovem aos 50: A História de Mio Século da Jovem Guarda